# Mezair

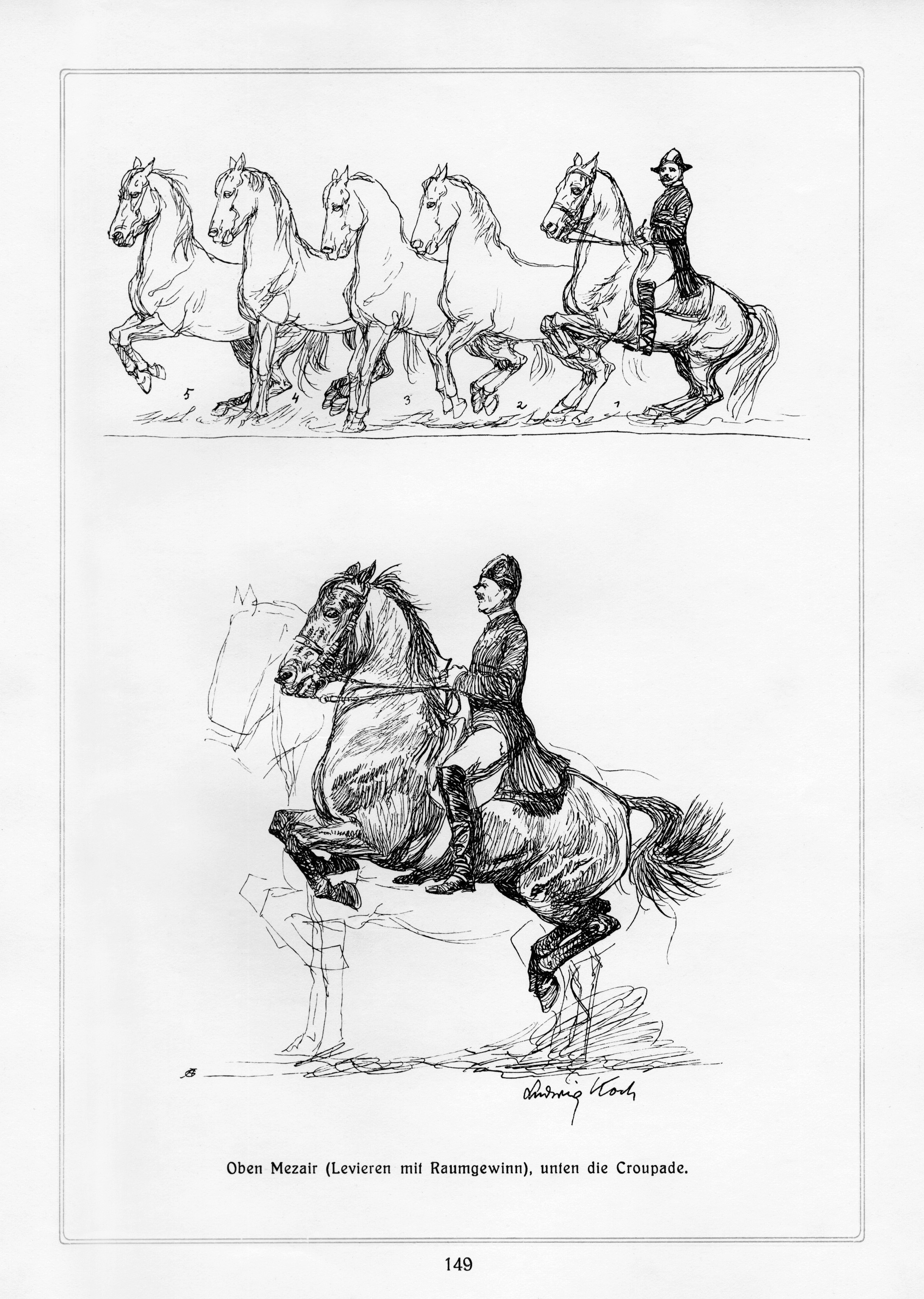
Mezair von Ludwig Koch gezeichnet (obere Bildreihe)

Mezair ist eine Lektion aus der Hohen Schule der Reitkunst und zählt zu den Schulen über der Erde. Der Reitmeister François Robichon de la Guérinière beschreibt in seinem Buch „Ecole de Cavalerie“ im Jahre 1733 diese Lektion wie folgt:
„Mezair ist nichts anderes als eine halbe Courbette. Heben und Vorwärtsbewegung sind geringer als in dieser, jedoch stärker als im Terre à Terre.“
Das Mezair kann aus dem Stand, aber auch aus der Bewegung geritten werden. Aus dem Stand wird das Pferd in die Levade gebracht und springt nach einer kurzen Berührung des Bodens mit beiden Vorderbeinen mit geringem Raumgewinn wieder in die Levade. Aus der Bewegung heraus wird ein Stop in die Levade hinein vorgenommen, die mezaierend fortgesetzt wird.